# 채드 윌렛
채드 윌릿(Chad Willett, 1971년 10월 10일 ~ )은 캐나다의 배우이다.
뉴웨스트민스터에서 태어났다.

## 출연 작품
- 몬스터 트럭 (2016년)
- 플라워즈 인 디 애틱 (2014년) - 크리스토퍼 Sr. 역
- 꾸뻬씨의 행복여행 (2014년) - 앨런 역
- 비너 (2012년)
- 비커밍 레드우드 (2012년)
- 에브리씽 쉬 에버 원티드 (2009년) - 필 리드 역
- 콜 (2009년)
- 캐롤라이나 문 (2007년) - 와이드 무니 역
- 형사 콜롬보 - 숨겨진 지휘봉 (2000년)
- 잔 다르크 (1999년)
- 얼라이브 (1993년) - 파블로 몬테로 역

### 텔레비전
- 케이프맨 (1996-97, The Cape)
- 카테고리 6 - 지구 멸망의 날 (2004, Category 6: Day of Destruction)
- 킬링 (2011)